# Noordelijk bont dikbekje
Het noordelijk bont dikbekje (Sporophila corvina) is een zangvogel uit de familie Thraupidae (Tangaren).

## Verspreiding en leefgebied
Deze soort telt 4 ondersoorten:
- S. c. corvina: van oostelijk Mexico tot westelijk Panama.
- S. c. hoffmanni: zuidwestelijk Costa Rica en zuidwestelijk Panama.
- S. c. hicksii: van zuidelijk en zuidoostelijk Panama tot noordwestelijk Colombia.
- S. c. ophthalmica: van zuidwestelijk Colombia tot noordwestelijk Peru.